# وست مالورن
وست مالورن (به انگلیسی: West Malvern) یک روستا و محله مدنی در بریتانیا است که در Malvern Hills واقع شده‌است. وست مالورن ۱٬۳۸۵ نفر جمعیت دارد.